# آكي دالكفيست
آكي دالكفيست (11 يناير 1901 - 19 يونيو 1991)، هو مصور سينمائي سويدي عمل على حوالي مائة فيلم خلال مسيرته المهنية.

## روابط خارجية
آكي دالكفيست على موقع IMDb (الإنجليزية)
- آكي دالكفيست على موقع ألو سيني (الفرنسية)
- آكي دالكفيست على موقع قاعدة بيانات الأفلام السويدية (السويدية)
- آكي دالكفيست على موقع قاعدة بيانات الفيلم (الإنجليزية)
- آكي دالكفيست على موقع كينوبويسك (الروسية)